# Henri Stern (archéologue)
Pour les articles homonymes, voir Henri Stern et Stern.
Henri Stern, né en 1902 et mort le 4 septembre 1988, est un archéologue et historien de l'art antique français. Son activité scientifique a concerné principalement l'étude de la mosaïque antique et l'histoire de l'Antiquité tardive.

## Biographie
Henri Stern était directeur de recherche au CNRS.

## Activité scientifique

### Historiographie de l'Antiquité tardive
Henri Stern s'est d'abord intéressé, dans le cadre de sa thèse, au texte et aux illustrations du Chronographe de 354, ainsi qu'à la date et au destinataire de l'Histoire Auguste.

### Mosaïque
Par la suite, il s'est tourné vers l'étude de la mosaïque antique et a joué un rôle capital dans le développement des recherches sur cet art, un peu négligées avant lui. Il est à l'origine de la publication du Recueil général des mosaïques de la Gaule. Il organisa à Paris en 1963 le Ier Colloque international sur la mosaïque antique, qui conduisit à la fondation de l'Association internationale pour l'étude de la mosaïque antique (AIEMA) en 1964. Il créa au Centre national de la recherche scientifique une équipe de recherche spécialisée qui devint le Centre Henri Stern, aujourd'hui intégré dans l'UMR 8546 (AOROC) où une équipe, sous la direction de Catherine Balmelle, continue son œuvre et notamment la publication de la Bibliographie de la mosaïque antique et médiévale, publication périodique qu'il avait initiée dès 1968. Enfin, en attirant autour de lui nombre de jeunes chercheurs, il a permis à la France d'avoir, aujourd'hui encore, une place de premier plan dans ce domaine d'étude.

## Sources
- Nécrologie, par Xavier Barral i Altet, Cahiers de civilisation médiévale, 33, 1990, p. 97-99.